# Malause
Malause is een gemeente in het Franse departement Tarn-et-Garonne (regio Occitanie) en telt 924 inwoners (2005). De plaats maakt deel uit van het arrondissement Castelsarrasin.

## Geografie
De oppervlakte van Malause bedraagt 11,9 km², de bevolkingsdichtheid is 77,6 inwoners per km².

## Verkeer en vervoer
In de gemeente ligt spoorwegstation Malause.
De onderstaande kaart toont de ligging van Malause met de belangrijkste infrastructuur en aangrenzende gemeenten.

## Demografie
Onderstaande figuur toont het verloop van het inwonertal (bron: INSEE-tellingen).